# Эквивалентное время работы робота
Эквивалентное время работы робота (англ. Robot-time equivalent, сокр. RTE) — параметр из области robotic process automation (RPA), позволяющий оценить эффект от внедрения роботизации бизнес-процессов в организации.
Параметр RTE (robot-time equivalent) введён с целью расчёта количественного эффекта от программной роботизации бизнес-процесса. Общепринятым подходом оценки эффекта от программной роботизации является подсчёт высвобождения персонала FTE (full-time equivalent) от внедрения программного робота. Внедрение программных роботов в бизнес-процесс позволяет исключить человеческий труд, тем самым сократить затраты на содержание персонала (кратно некоторому количеству FTE). Развитие технологии RPA в крупных компаниях привело к тому, что бизнес-процессы проектируются специально для программных роботов. В таком случае прямо рассчитать высвобождение FTE невозможно, так как фактически этого высвобождения не происходит. В данном случае под единицей RTE понимается количество рабочего времени работников, которых организации пришлось бы привлечь для выполнения операций в бизнес-процессе, если бы он выполнялся этими работниками.
Ввиду того, что программные роботы, как правило, выполняют работу в 3-10 раз быстрее человека, то в зависимости от особенностей бизнес-процесса: 1RTE = ExS * TEX, где: ExS — поправочный коэффициент скорости выполнения операций, а TEX — суммарное время работы программного робота при выполнении полного цикла операций бизнес-процесса. Коэффициент ExS определяется на основе экспертного мнения в зависимости от особенностей бизнес-процесса.
Базовая методика подсчета RTE заключается в измерении времени работы программного робота на выполнение одного полного цикла операций бизнес-процесса, с последующим умножением полученного времени на поправочный коэффициент скорости выполнения.
Например, если программный робот выполняет полный цикл операций по одному бизнес-процессу за 8 часов (TEX = 8), а потенциальный работник выполнил бы те же самые операции в три раза дольше (ExS = 3), то в данном случае: RTE = 3*8 = 24 рабочих часа или 3FTE (при условии, что 1 FTE = 8 рабочих часов).
Зная стоимость единицы FTE, можно рассчитать эффект от внедрения программного робота в денежном эквиваленте.